# Corps des ponts et chaussées
Pour les articles homonymes, voir IPC.

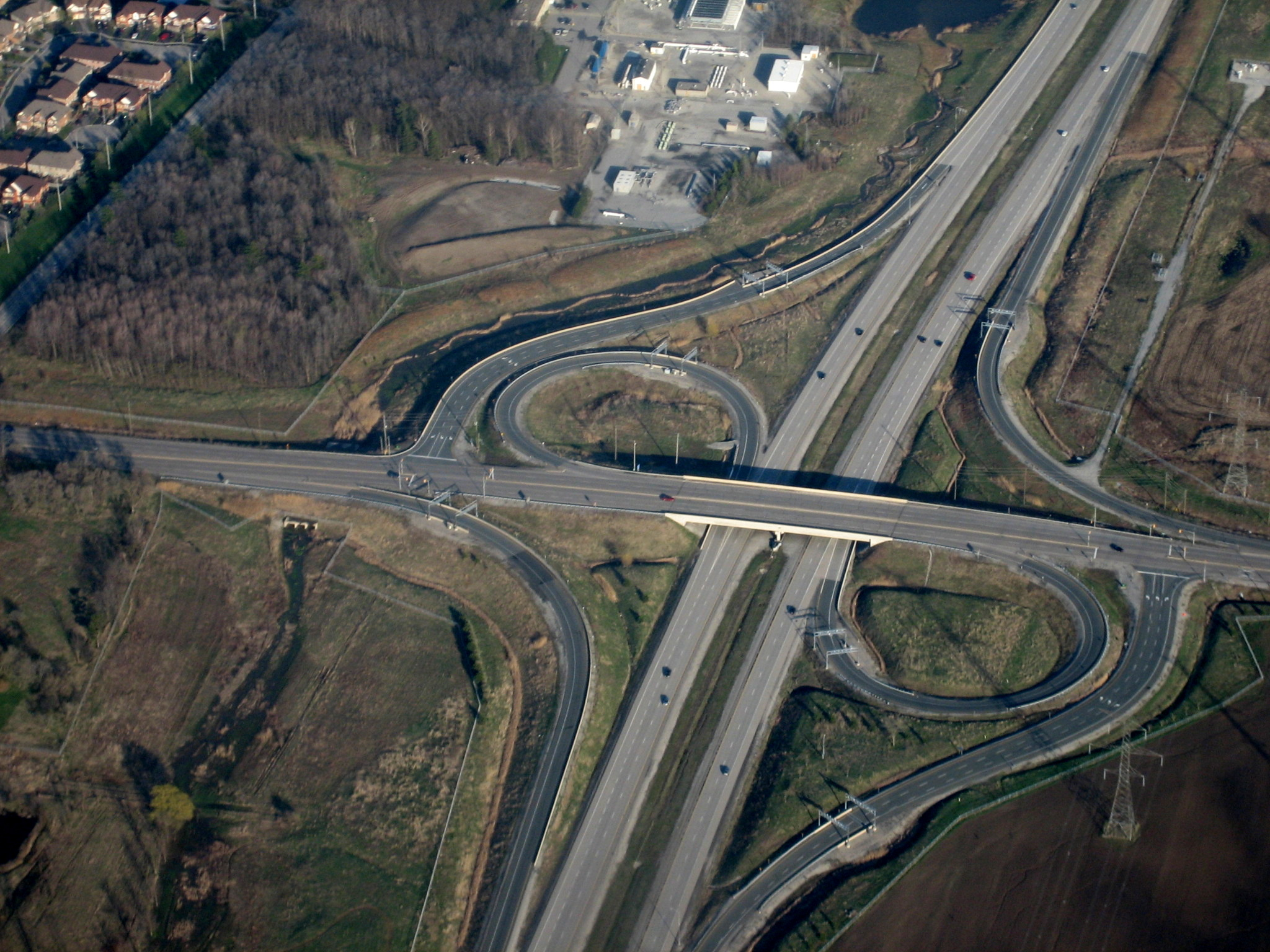
Échangeur autoroutier.

Les ingénieurs des ponts et chaussées (IPC) étaient les membres de l'ancien corps des ponts et chaussées qui est devenu le corps des ingénieurs des ponts, des eaux et des forêts.
Le corps des ingénieurs des ponts et chaussées était, jusqu'au 1er octobre 2009, un corps technique d'encadrement supérieur de la fonction publique d'État, à vocation interministérielle.
Les ingénieurs civils des ponts et chaussées sont les ingénieurs diplômés de l'École nationale des ponts et chaussées qui ne sont pas membres de l'ancien corps des ingénieurs des ponts et chaussées ni de l'actuel corps des ingénieurs des ponts, des eaux et des forêts.

## Histoire du corps des ingénieurs des ponts et chaussées

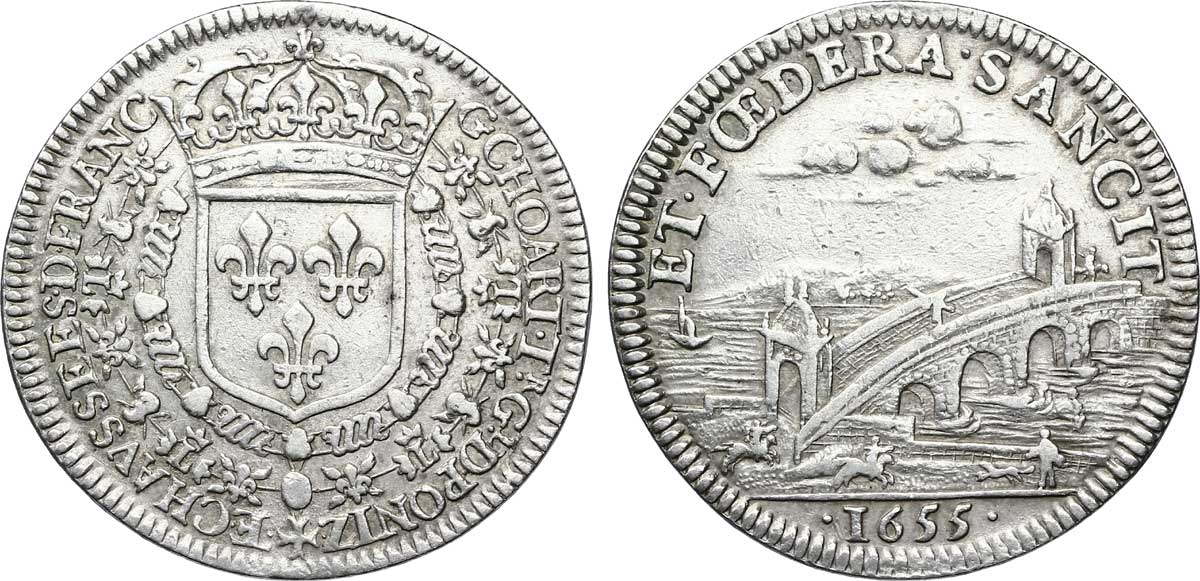
Jeton des ponts et chaussées. Titulature revers : ET. FOEDERA. SANCIT ; à l'exergue : 1655. Description revers : Un pont à cinq arches avec deux entrées. Traduction revers : Il garantit aussi le traité.

### Tentative de réforme de Sully
Henri IV avec l'aide de Sully va entreprendre de réformer l'administration du royaume en plaçant une direction unique à la tête des principaux secteurs de l'administration économique du royaume : création du grand maître des Eaux et forêts en 1597, « grand maître, superintendant et général réformateur » des mines et minières de France en 1601. La création de l'office de grand voyer de France a pour but de mettre au pas les Trésoriers de France qui étaient compétents pour les voiries depuis l’ordonnance du 20 octobre 1508 prise par François Ier,. L'édit de création de l'« état et office » de grand voyer de France est pris en juin 1597. Cet édit va se heurter à l'opposition du Parlement de Paris qui est en conflit avec le roi et émet un arrêt le 29 décembre 1597. Cette opposition était probablement due à la disposition de l'édit qui conférait au grand voyer les « honneurs auctoritez, attribution de jurisdiction, exercice d'icelle, droitz, proffictz, revenuz et esmolumens telz et semblables dont jouissent les baillifs et seneschaulx ». Cette rédaction remettait en cause les attributions des baillis et sénéchaux qui avaient la juridiction contentieuse en matière de voirie tandis que les trésoriers de France avaient une fonction administrative en décidant des travaux à faire et en ordonnançant les fonds nécessaires. Cette première rédaction de l'édit de grand voyer en faisait un administrateur et un juge. Le parlement voulait maintenir la juridiction des juges ordinaires du royaume. Les lettres de jussion de 1598 ne font pas plier le parlement qui rédige des remontrances au roi le 19 mars 1599. Une troisième lettre de jussion du roi est donnée le 15 avril 1599 pour obliger le parlement à adopter l'édit. Nouvel arrêt du parlement le 10 mai 1599 qui ne veut pas que le grand voyer exerce une juridiction contentieuse et qu'il en résulte la création nouvelle d'officiers ou de levées de deniers. Henri IV aurait pu recourir au lit de justice pour imposer l'édit mais il a préféré le réformer conformément aux exigences du parlement. L'édit réformé est rédigé mai 1599 et approuvé par le parlement de Paris le 6 août 1599, enregistré le 7 septembre. Henri IV a nommé le 5 septembre 1599 Sully grand voyer de France, chargé de l'administration des voies de communication du royaume. Cependant pour que Sully puisse exercer sa charge avec ses attributions financières il fallait que la Chambre des comptes de Paris et les différentes cours souveraines de province vérifient l'édit. Ce qu'elles firent en mauvaise grâce, en faisant des réserves, et ne plièrent qu'après l'envoi de nouvelles lettres de jussion. La Chambre des comptes ne vérifia l'édit que le 5 juin 1601, fit des réserves et ne l'approuva que le 10 juillet 1601. Les cours souveraines de province n'enregistrèrent l'édit qu'à partir de 1602 et, pour la Chambre des comptes de Bretagne, le 20 novembre 1604. Le 24 mars 1603, Sully avait obtenu par lettres patentes l'office de voyer de Paris. Une déclaration du 1er juin 1603 unit la charge de voyer de Paris à celle de grand voyer de France et règlemente ses conditions d'exercice. Cette déclaration permet à Sully d'établir des lieutenants mais aussi de désigner des commis. Les lieutenants sont nommés par lettres de commission. Il a conservé cette charge une douzaine d'années. Le département des ponts et chaussées dispose d'une administration comptable propre créée par l'édit d'octobre 1615, avec trois offices de trésoriers généraux, ancien, alternatif et triennal, et un contrôleur général des ponts et chaussées dans chaque généralité. La charge de grand voyer a été supprimée par l'édit de février 1626 et réunie aux bureaux des finances à la suite de plaintes de trésoriers généraux de France qu'un édit d'août 1621 avait chargé d'« ordonner les deniers destinés pour les ponts et chaussées »,. Il ne reste alors plus rien de la réforme de Sully. Sully n'a pas eu le temps de constituer un véritable service des ponts et chaussées. Il s'est heurté à une difficulté, l'absence d'ingénieurs capables de réaliser les travaux. La réalisation des ponts est confiée à des architectes.

### Pendant le règne de Louis XIV
Après la disgrâce de Nicolas Fouquet, le roi a supprimé la charge de surintendant des finances et créé un conseil royal des finances dont il assurait la présidence. Un de ses membres était intendant des finances, chargé de «l'épargne dans son département, et en conséquence tenir le registre de toute la recette et dépense ...». Colbert est nommé à ce poste et, peu de temps après, en 1665, a porté le titre de contrôleur général des finances. Colbert va transférer progressivement le pouvoir des communautés à des agents relevant de l'autorité du roi. Il a commencé par retirer aux trésoriers de France la partie administrative et technique des ponts et chaussées, leur laissant la partie financière et contentieuse. Pour cette partie technique, il nomme des intendants ou commissaires départis aux ponts et chaussées dans les généralités qui pouvaient correspondre directement avec lui. Les pays d'états ont leurs propres services des ponts et chaussées qui n'ont intégré le département des ponts et chaussées qu'à la Révolution.
À partir d'octobre 1669, Colbert constate que la charge de commissaire départi est trop lourde, et il fait nommer pour les assister, en arrêts du Conseil d'État, des commissaires pour les ponts et chaussées, un par bureau des finances de chaque généralité, choisi en général par le commissaire départi. Leurs fonctions consistent « à visiter, conjointement avec le sieur commissaire départi en la généralité ou séparément, ainsi que ledit sieur commissaire avisera plus à propos, les ponts, chemins et chaussées de ladite généralité, dresser le procès-verbal de l'état d'iceux et faire faire en sa présence, par personnes intelligentes et capables, les devis et estimations des ouvrages nécessaires pour réparer et entretenir en bon état ; sur lesquels il sera ensuite procédé, conjointement avec ledit sieur commissaire départi et non autrement, à l'adjudication au rabais desdits ouvrages, les publications en tel cas requises préalablement faites ; et après la perfection d'iceux, et fera la réception de la manière accoutumée ». Ces commissaires vont être de plus en plus sous le contrôle des intendants chargés des généralités. Il a fait construire nombre de ponts ainsi que des digues pour parer aux crues de la Loire et également de nombreuses jetées dans les ports. Pendant la période où il a réellement le pouvoir, il multiplie par trente le budget des ponts et chaussées, qui passe de 22 000 livres en 1662 à 623 000 livres en 1671. C'est dans un arrêt du 3 octobre 1682 qu'apparaît pour la première fois le titre d'ingénieur ordinaire de Sa Majesté dans la nomination de Marcilly Dieulamant pour faire les visites et devis des ouvrages sur la rivière d'Yonne et ses affluents depuis Montereau. Parmi les personnalités qui sont employées par Colbert et Louvois, il y a Nicolas Poictevin, chargé des ponts et chaussées des Généralités de Bourges, Moulins, Orléans, Riom et Tours, Libéral Bruand, François Romain, André Félibien et son fils Jean-François, Ponce Alexis de La Feuille de Merville ( -1684), commis sur le canal des Deux-Mers.
En 1701, Michel Chamillart est contrôleur général des finances et secrétaire d'État de la Guerre. Ne pouvant remplir ces deux fonctions correctement, il fait nommer deux directeurs chargés de l'administration. Joseph Fleuriau d'Armenonville est nommé directeur ayant dans son département la charge du détail des ponts et chaussées, les turcies et levées de la Loire, le barrage et pavé de Paris. Il est rapporteur au conseil des finances de ces matières. En 1708, Nicolas Desmarets le remplace comme contrôleur général des finances qui supprime le poste de directeur chargé des ponts et chaussées, mais avant 1712, il a rétabli un poste équivalent en l'attribuant à un de ses intendants des finances qui prend le titre d'intendant des finances chargé du détail des ponts et chaussées, Charles Henri de Malon, seigneur marquis de Bercy. Le département administratif des ponts et chaussées est strictement encadré par l'administration centrale des finances qui suit le budget des ponts et chaussées et le paiement des parties prenantes. Cette administration centrale contrôle et valide les documents prévisionnels des recettes et des dépenses, leur exécution à partir de documents comptables des trésoriers qui ont été uniformisés (états de situation, bordereaux de pièces justificatives, comptes de fin de gestion), ainsi que les états circonstanciés des ingénieurs. L'ensemble des procédures comptables de financement est basé sur l'exécution d'un document prévisionnel : l'« état du roi des Ponts et Chaussées » ou états de distribution des finances. L'état du roi des Ponts et Chaussées prévoit les recettes et les dépenses de l'administration des Ponts et Chaussées pendant une année. Il obtenu par l'intendant des finances chargé du détail des ponts et chaussées en agrégeant des états du roi dressés par chaque ingénieur des généralités appelés « états particuliers » ou « états des ouvrages ». L'ingénieur et l'intendant de chaque généralité jouent un rôle essentiel dans l'élaboration de l'état du roi et l'établissement de la politique routière locale. Cependant l'intendant des finances et l'assemblée des Ponts et Chaussées définissent la planification générale des travaux et la fixation des priorités dans chaque généralité,.
C'est au cours de la gestion des finances du royaume par Chamillart qu'est pris l'arrêt du conseil, le 26 mai 1705, posant une règle d'art du tracé des routes qui est une première règle d'expropriation pour cause d'utilité publique. Cet arrêt va permettre la réalisation des grandes routes alignées et larges. Ce premier arrêt ne concerne d'abord que les chemins pavé, mais il va progressivement s'étendre aux chemins non pavés. L'arrêt du 3 mai 1720 fixe la largeur des chemins à 60 pieds. Cet arrêt est modifié le 6 février 1776 qui crée quatre classes de routes.
Un arrêt du 28 novembre 1713 désigne onze inspecteurs généraux des ponts et chaussées.

### De la Régence à la Révolution
Une ordonnance prise par le Régent le 1er octobre 1715, réorganise la haute administration du royaume en créant le Conseil des Affaires du Dedans du Royaume et le Conseil de finances. Le conseil du dedans du royaume est présidé par le duc d'Antin. Le marquis de Beringhen a été chargé de la direction générale des ponts et chaussées jusqu'à son décès, en 1723. Le contrôleur général des finances est rétabli le 5 janvier 1720 après l'épisode de la polysynodie (1715-1718). Il dirige effectivement l'administration des ponts et chaussées.
Les onze inspecteurs généraux et vingt deux ingénieurs nommés en 1713 sont révoqués par mesure d'économie par l'arrêt du 1er février 1716. Cet arrêt réorganise le Corps des Ponts et établi « un inspecteur général des ponts et chaussées du royaume, un architecte et premier ingénieur des ponts et chaussées, trois inspecteurs desdits ponts et chaussées, et 21 ingénieurs des ponts et chaussées »,.
L'arrêt du 4 février 1716 nomme, :
- de La Hite, inspecteur général,
- Jacques V Gabriel, architecte et premier ingénieur des ponts et chaussées,
- Jacques de La Guépière, Henri Gautier et Fayolle, inspecteurs (ils avaient été nommé inspecteurs généraux en 1713).

pour assurer la création d'un véritable réseau routier national en France. 
En 1718, le financement du département des ponts et chaussées est confié à deux trésoriers généraux des ponts et chaussées, un pour les années paires, l'autre pour les années impaires. Ils redistribuent entre les caisses locales des ponts et chaussées créées en 1703 dans la quasi-totalité des généralités les fonds alloués au département des ponts et chaussées par la monarchie et provenant essentiellement des prélèvements fiscaux. Ces fonds doivent permettre d'entretenir les axes routiers les plus importants du royaume. L'endettement de l'État, le retard de versement, vont créer des difficultés dans la seconde moitié du XVIIIe siècle d'autant que les attributions du département des ponts et chaussées se sont élargies aux ports maritimes de commerce en 1761, aux turcies et levées et au pavé de Paris en 1772.
Pour établir un réseau routier permettant d'assurer la circulation des marchandises dans tout le royaume afin de développer le commerce, Philibert Orry, contrôleur général des finances signe le 13 juin 1738 une instruction intitulée « Mémoire instructif sur la réparation des chemins » établissant la corvée pour donner aux ingénieurs des ponts et chaussées la main d'œuvre nécessaire à la réalisation et l'entretien des routes principales et la mise en œuvre l'arrêt du conseil d'État du roi du 26 mai 1705. Cette instruction demande aussi aux ingénieurs de commencer les ouvrages et de dresser les plans des routes à réaliser ou à aligner en accord avec les intendants. Henri François de Paule Lefèvre d'Ormesson, intendant des finances chargé du détail des ponts et chaussées entre 1730 et 1743, est chargé de l'organiser. 
Daniel-Charles Trudaine est nommé intendant des finances chargé du détail des ponts et chaussées en 1743. Il occupe cette charge jusqu'à sa mort en 1769 et a été alors remplacé par son fils Philibert Trudaine de Montigny. Le 10 février 1744, pour permettre la mise au net des plans des routes dressés par les ingénieurs il crée le Bureau des dessinateurs du Roi placé sous la direction du géographe Jean Prosper Mariaval,, Il ne comprend que quatre employés la première année, sept la deuxième et treize en 1746. Trudaine pense que pour améliorer la formation des ingénieurs il est nécessaire de mettre en place une formation spécifique destinée aux jeunes souhaitant entrer dans le Corps des ponts et chaussées. Il appelle Jean-Rodolphe Perronet, ingénieur de la généralité d'Alençon, pour diriger le Bureau des dessinateurs qui préfigure l'École des ponts et chaussées. Les fonctions de Perronet sont définies par un arrêt du Conseil du Roi, le 14 février 1747. Cet arrêt nomme Perronet prévoit qu'il a « la conduite et inspection des géographes et dessinateurs des plans et cartes, instruire lesdits dessinateurs des sciences et pratiques nécessaires pour parvenir à remplir avec capacité les différents emplois desdits Ponts et Chaussées, et avoir la garde et le dépôt desdits plans, cartes et mémoires y relatifs ». Cette mission d'éducation va progressivement se renforcer. Dès la fin des années 1750 on emploie indifféremment à son sujet l'appellation de Bureau ou d'École. Le recrutement des ingénieurs est assuré à partir de 1747 par le bureau des dessinateurs. Jacques Turgot est nommé contrôleur général des finances en 1774. Il décide de mener une politique économique libérale et supprime la corvée dont il avait pu juger l'inutilité quand il était intendant de la généralité de Limoges. Il rédige en 1775 une instruction de 78 articles et 32 pages qui se divise en deux rubriques, la première  concerne le règlement de l'« École des ponts et chaussées » (articles 1 à 57), la seconde partie sur les « inspecteurs, sous-ingénieurs et élèves appointés ». Perronet en a été le directeur jusqu'à sa mort.
Trudaine réunit pour la première fois l'assemblée des Ponts et Chaussées chez lui le 14 mai 1747. Cette assemblée va jouer un rôle important bien qu'elle ne soit consacrée par aucun texte. Elle va se charger progressivement des questions techniques de la construction qui étaient auparavant étudiées par l'Académie royale d'architecture.
L'instruction du 13 mai 1754 du garde des sceaux, contrôleur général, détermine les fonctions du premier ingénieur, des quatre inspecteurs généraux des ponts et chaussées, des vingt-huit ingénieurs, des cent trois sous-ingénieurs et des quarante-quatre élèves ou conducteurs principaux. Elle prévoit des départements d'inspection pour les inspecteurs principaux :
- Premier département d'inspection : en résidence à Paris, avec le Hainaut, les généralités d'Amiens, Soissons, Châlons, Metz, Paris,
- Deuxième département d'inspection : en résidence à Lyon, avec la Franche-Comté, la Bresse, le Bugey et le pays de Gex, les généralités de Lyon, Grenoble, Moulins, Riom,
- Troisième département d'inspection : en résidence à Auch, Pau ou Bordeaux, avec les généralités d'Auch, Montauban, Roussillon, Limoges et Bordeaux,
- Quatrième département d'inspection : en résidence à Tours, avec les généralités de Tours, Poitiers, La Rochelle, Bourges et Orléans.

Un cinquième département d'inspection est prévu mais reste à créer pour les généralités de Rouen, Caen et Alençon. Ce cinquième département est finalement repris par le quatrième département d'inspection qui perd la généralité de La Rochelle qui est rattachée au troisième département. Au cours de l'assemblée générale des ponts et chaussées du 12 mai 1754, ces départements sont attribués aux différents inspecteurs généraux en activité, Perronet, Gendrier,  Pollart et Bayeux.
L'instruction du 16 décembre 1754 fixe les grades, fonctions et appointements des employés subalternes des ponts et chaussées.
Au cours du XVIIIe siècle, les missions sont élargies : régularisation des rivières, construction des canaux, travaux portuaires. Le corps devient le principal responsable des travaux publics.
Dans le débat sur le développement économique en France après 1776, Condorcet préfère les ingénieurs du Corps du génie formés à l'École royale du génie de Mézières fondée en 1748, un an après l'École des ponts et chaussées. Au libéralisme de Condorcet s'oppose une vision plus critique de Perronet sur l'efficacité de l'initiative privée.

### Pendant la Révolution
Au moment de la Révolution, la question de l'existence du corps des Ponts et Chaussées se pose à l'assemblée constituante. Une partie des députés voient dans le corps une organisation centralisatrice de l'Ancien Régime et liée à ses abus. Ils discutent pour savoir s'il faut supprimer ce corps ou l'éclater dans le cadre de la départementalisation. Dans le cadre de la réorganisation de l'État, les pays d'états qui avaient des assemblées provinciales et une administration des ponts et chaussées particulière sont supprimés par le décret du 11 août 1789 sur l'abolition des privilèges, en particulier par son article 10. Un débat s'ouvre à l'assemblée le 5 juin 1790 où intervient Charles-François Lebrun au nom du comité des finances pendant lequel il affirme « qu’il fallait, sous les ordres du pouvoir exécutif, une direction des ponts et chaussées, que c’était le seul moyen de lier ensemble toutes les parties du royaume ». Un projet de décret sur l'organisation des ponts et chaussées est présenté à l'assemblée par Lebrun le 31 octobre 1790. Mirabeau et Barnave interviennent en faveur d'une administration centralisée. Le décret sur l'organisation des ponts et chaussées est voté le 16 et 31 décembre 1790 et promulgué le 19 janvier 1791 et prévoit dans son article 1 « Il y aura une administration centrale des ponts et chaussées » et une école gratuite des ponts et chaussées est prévue dans son titre 3. Par le décret du 27 avril 1791 le ministère de l'Intérieur est chargé « du maintien et de l'exécution des lois touchant les mines, minières et carrières, les Ponts et Chaussées et la conservation de la navigation et du flottage sur les rivières ». L'Administration centrale des Ponts et Chaussées créée le 19 janvier 1791 est rattachée au ministère de l'Intérieur par le décret du 18 août 1791. Un comité des ponts et chaussées est créé en janvier 1793. Il est réuni avec les comités de l'agriculture et du commerce le 2 brumaire an II (23 octobre 1793).
Bertrand Barère, au nom du Comité de salut public, fait un rapport sur les travaux publics le 21 ventôse an II (11 mars 1794) critiquant l'action de l'administration des ponts et chaussées, s'opposant au fédéralisme et proposant un établissement central pour tous les travaux de la République, une commission centrale des travaux publics, pour conserver l'unité et l'indivisibilité de la République. Cette commission des travaux publics est composée de trois commissaires chargés d'examiner tous les projets de travaux publics, de la construction, la surveillance et l'entretien des ouvrages, de l'établissement d'une école centrale de travaux publics. La Commission des travaux publics est devenue la cinquième des douze commissions exécutives créées par le décret du 12 germinal an II (1er avril 1794). Elle reçoit alors les attributions que possédait le Ministère de l'Intérieur pour les Ponts et Chaussées. Au nom du Comité de salut public, du Comité d'instruction publique et de la commission des travaux publics, Antoine-François Fourcroy présente le 3 vendémiaire an III (24 septembre 1794) un rapport sur la nécessité de créer une école centrale des travaux publics dont l'enseignement  doit réunir toutes les connaissances nécessaires à tous les genres d'ingénieurs avec deux parties principales, les mathématiques et la physique qui doivent servir de bases aux études nécessaires pour tous les genres de construction et la formation des ingénieurs nécessaires à la République : ingénieurs militaires, ingénieurs des ponts et chaussées, ingénieurs géographes, ingénieurs des mines, ingénieurs constructeurs pour la marine. La création de l'école centrale des travaux publics est décidée par le décret du 7 vendémiaire an III (28 septembre 1794). L'école centrale des travaux publics prend le nom d'École polytechnique par le décret du 15 fructidor an III (1er septembre 1795). Le loi du 30 vendémiaire an IV (22 octobre 1795) prévoit neuf écoles relatives à différentes professions mais elle ne détaille que la formation de l'École polytechnique et de l'École des mines. Sur rapport de Fourcroy au Conseil des Cinq-Cents le 24 brumaire an IV (15 novembre 1795), les autres écoles sont constituées en écoles d'application de l'École polytechnique : « La troisième École d’application, est celle des Ingénieurs des Ponts et Chaussées ; il ne s’agit que de donner de l’activité à l’École actuelle fondée en 1747, confirmée par l’Assemblée constituante en janvier 1791, de diminuer le nombre des élèves qu’on y recevait, de n’y admettre de jeunes gens que d’après un examen sévère, et après trois ans à l’École Préparatoire, ou Polytechnique ; voilà les seules modifications nécessaires à son amélioration. »

### Après la Révolution
Au cours du XIXe siècle, le démarrage de l'industrialisation a un fort impact sur les modes de transport : routes, ouvrages hydrauliques et chemins de fer. L'École nationale des ponts et chaussées devient un établissement d'application de l'École polytechnique.
Sous l'Empire, les ingénieurs sont tenus au port de l'uniforme,.
La prééminence des ingénieurs des Ponts et Chaussées, traditionnellement favorable au béton, dans les structures administratives et techniques françaises depuis 1940, va conduire à la généralisation de l'usage du béton armé préfabriqué dans les logements de masse tel qu'il se profile à Libération de la France pour s'achever en 1953.
Au cours du XXe siècle, de nouveaux défis techniques apparaissent : développement de l'automobile (tracés routiers, revêtements), ouvrages d'art en béton armé ou précontraint. Le corps est responsable du domaine de l'urbanisme, au travers du ministère des Travaux publics, puis en 1966 du ministère de l'Équipement : aménagement du territoire, politique autoroutière, grandes infrastructures portuaires, équipements touristiques, etc.
Depuis 2001, les missions de maîtrise d'œuvre exercées par les services de l'État sont soumises aux mêmes règles de concurrence que celles des bureaux d'études privés. Par conséquent, les collectivités territoriales ont désormais beaucoup moins recours aux ingénieurs des services publics dont l'emprise était quelquefois ressentie comme une tutelle.
En 2002, le corps des ponts et chaussées absorbe le corps des ingénieurs de l'aviation civile, ainsi que celui des ingénieurs géographes, et celui des ingénieurs de la météorologie.
En outre à la suite du décret no 2009-1106 du 10 septembre 2009, le corps des ingénieurs des ponts et chaussées fusionne avec le corps des ingénieurs du génie rural et des eaux et des forêts pour former le corps des ingénieurs des ponts, des eaux et des forêts (ou IPEF).

## Le corps des ingénieurs des ponts et chaussées au début duXXIesiècle

### Recrutement
À l'origine, les ingénieurs des ponts et chaussées étaient recrutés uniquement parmi les anciens élèves de l'École polytechnique, après une formation appliquée à l'École Nationale des Ponts et Chaussées. À la fin de son existence, le corps avait un recrutement un peu plus ouvert, ce qui permettait à un groupe plus large que celui des polytechniciens de devenir ingénieur des ponts et chaussées.
- Avant sa disparition, la principale voie d'accès au corps des IPC était toujours l'École polytechnique. Tous les ans, une trentaine de jeunes gens diplômés de l'École polytechnique intégraient le corps des ingénieurs des ponts et chaussées, puis partaient suivre une formation complémentaire de deux ans dispensée conjointement par l'École des Ponts ParisTech, l'École nationale de l'aviation civile, l'École nationale de la météorologie ou l'École nationale des sciences géographiques.
- Un concours interne à caractère professionnel, ouvert à plusieurs corps techniques de catégorie A des Ministères des Transports, de l'Équipement, du Tourisme et de la Mer — corps des ingénieurs des travaux publics de l'État, des ingénieurs des études et de l'exploitation de l'aviation civile, des ingénieurs des travaux géographiques et cartographiques de l'État et des ingénieurs des travaux de la météorologie —, permettait tous les ans à une dizaine de fonctionnaires de devenir ingénieurs des ponts et chaussées.
- Conformément au statut du corps des IPC, un recrutement sur concours externe d'ingénieurs élèves des ponts et chaussées était ouvert aux élèves de dernière année des écoles normales supérieures (ENS), de l'École des Ponts ParisTech ainsi que de l'AgroParisTech (ex INA-PG / institut national agronomique). En 2006, quatre postes étaient offerts aux élèves en dernière année d'une ENS (rue d'Ulm, Lyon ou Cachan), et deux postes aux élèves en dernière année de l'École des Ponts ParisTech ou d'AgroParisTech.
- Et enfin, il était possible pour une dizaine d'ingénieurs membres des corps des ingénieurs des travaux publics de l'État, des ingénieurs des études et de l'exploitation de l'aviation civile (IEEAC), aux ingénieurs des travaux géographiques et cartographiques de l'État (ITGCE) et aux ingénieurs des travaux de la météorologie (ITM) de devenir ingénieur des ponts et chaussées par liste d'aptitude.

### Activités
Peu avant sa disparition, le corps des ingénieurs des ponts et chaussées avait acquis une nouvelle dimension grâce à la fusion en 2002 avec les corps des ingénieurs de l'aviation civile, des ingénieurs de la météorologie, et des ingénieurs géographes.
Ses métiers couvraient une palette très large autour de l’aménagement sous toutes ses formes, qu’elles se rapportent à l’urbanisme, à la construction, aux transports et la sécurité routière, à l’énergie ou à l’environnement et qu’elles relèvent de la conception, du financement, de la réalisation ou de l’exploitation de projets et d’ouvrages de toutes natures.
À ces missions, il fallait aussi ajouter celles qui correspondent à la nature « interministérielle » du corps et qui, de façon progressive et significative le conduisaient à exercer dans de nombreux domaines de l'action publique.

### Effectifs
En 2009, le corps des ponts et chaussées comptait près de 1 750 ingénieurs des ponts et chaussées (en position normale d'activité, détachement, disponibilité et hors cadre), dans et hors de l'administration. Environ 800 ingénieurs exerçaient au ministère des transports, de l'équipement, du tourisme et de la mer, 170 dans les services de la Direction générale de l'Aviation civile (DGAC), 60 à l'Institut national de l'information géographique et forestière, 200 à Météo-France. Environ 160 ingénieurs des ponts et chaussées exerçaient dans d’autres ministères ou à l’international (Écologie et Développement durable, Industrie, Finances, Affaires étrangères, Intérieur, Justice, Défense, etc.). Près de 300 étaient détachés dans des entreprises et établissements publics et dans les collectivités territoriales. Enfin, environ 250 anciens ingénieurs démissionnaires et 50 ingénieurs en disponibilité exerçaient dans le secteur privé.
Le corps des ponts et chaussées comportait 3 grades :
- ingénieur des ponts et chaussées (10 échelons) (33,8 % des effectifs en position normale d'activité et détachés en 2005)
- ingénieur en chef des ponts et chaussées (7 échelons) (38,3 % des effectifs en position normale d'activité et détachés en 2005)
- ingénieur général des ponts et chaussées (3 échelons) (27,9 % des effectifs en position normale d'activité et détachés en 2005)

## Les grands noms issus du corps des ingénieurs des ponts et chaussées
À partir de 1794, date de création de l'École polytechnique destinée à l'origine à donner des savants à la France, un certain nombre d'élèves se trouvant parmi les meilleurs de cette école intègrent le corps des ingénieurs des ponts et chaussées ; ainsi celui-ci compte des scientifiques français, depuis le début du XIXe siècle : le physicien Fresnel, les mathématiciens Cauchy, Coriolis et Navier, jusqu'au début du XXe siècle avec Henri Becquerel, premier prix Nobel français en 1903. Il compte aussi un économiste, Jean Tirole, prix Nobel d’économie en 2014.

### Inspecteurs généraux des Ponts et Chaussées
- Lahite[40] : 1716-1742
- Germain Boffrand: Le titre d'inspecteur général est supprimé à la mort de Lahite. Cette fonction est réunie à celle de premier ingénieur par arrêt du Conseil d'état du 8 janvier 1743. Il y a cette année-là trois inspecteurs qui sont aussi appelés inspecteurs généraux, puis quatre l'année suivante avec Bayeux[41]: 1742
- Robert Pitrou : 1731-1750
- Jean Hupeau (1710-1763) : 1742-1754. À la mort de Boffrand, le 19 mars 1754, il lui succède comme premier ingénieur.
- Louis Pollart ( mort en 1760) : 1743-1760
- Mathieu Bayeux : 1743-1760
- Jean-Rodolphe Perronet : 1750-1794
- Dié Gendrier : 1754-1774
- Guillaume Bayeux : 1755-1760[42]
- Jean-Gabriel Legendre (1714-1770) : 1763-1770
- Gatien Bouchet : 1765-1774
- Jean Querret : 1765-1776
- Jean-Baptiste de Voglie (1723/1724-1777) : 1770-1777
- Mathieu Hue (mort en 1784) : 1774-1780
- Pierre-Alexandre Dubois (mort en 1793) : 1775-1792
- Pierre Marie Jérôme Trésaguet : 1775-1786
- Lenoir-Desvaux : 1777-1783
- Jean Cadet de Limay : 1780-1795
- Louis-Alexandre de Cessart : 1783-1804
- Jean Joseph Bochet de Coluel (17..-1789) : 1783-1788
- Jean Marmillod (mort en 1786) : 1785-1786
- Philippe Bertrand (1730-1793) : 1786-1795
- Jean-Baptiste Boësnier : 1787
- Pierre Gardeur-Lebrun : 1788-1803
- Pierre-Joachim Besnard (1741-1808)[43] : 1791
- Émiland-Marie Gauthey : 1791
- Jean-Antoine Ducros (1748–1814) : 1791
- Noël-Laurent Duchemin (1730-1811) : 1792
- Jacques-Élie Lamblardie (1747-1797) : 1794
- Armand-Bernardin Lefebvre (1735-1807) : 1794
- Joseph-Antoine Lejolivet (vers 1725-1796) : 1795
- Louis-Guillaume-Michel Nigault de Montrocher (vers 1725-1803) : 1795
- François-Laurent Lamandé (1735-1819) : 1795
- Guillaume Duclos (vers 1740-1801) : 1796
- Jacques Rolland (1736-1822) : 1798
- Francois-Michel Lecreulx (1729–1812) : 1802
- Nicolas Brémontier : 1803
- Joseph Mathieu Sganzin (1750-1837) : 1803
- Joseph Cachin : 1804
- Gaspard de Prony : 1805
- Joseph Liard : 1810-1815
- Louis Bruyère : 1820-1830
- Louis-Charles Mary (1791-1870) : 1855
- Charles-Félix Morice de la Rue (1800-1880) : 1857
- Camille Onfroy de Bréville (1799-1889) : 1858-1869
- Armand Martin (1816-1893) : 1881

### Liste alphabétique d'ingénieurs du Corps des ponts et chaussées
- Pierre Ailleret
- Adolphe Alphand
- Paul Andreu (X1958-IPC1963), architecte
- Jean Aubert
- Adhémar Barré de Saint-Venant
- Henry Bazin
- Henri Becquerel, prix Nobel de physique en 1903
- Joseph Marie Stanislas Becquey-Beaupré (1750 - 1834)
- Jean-Baptiste Bélanger
- Eugène Belgrand
- Jacques-Henri Bernardin de Saint-Pierre
- Agustín de Bétancourt y Molina
- Fulgence Bienvenüe
- Edmond Humblot (X1850-IPC1100), ingénieur en chef et inspecteur général des ponts et chaussées, directeur général des eaux, homme politique.
- Jean-Baptiste Biot
- André Blondel
- Élisabeth Borne, Première ministre
- Nicolas Antoine Boulanger
- Léon Boyer
- Nicolas Brémontier
- Charles Bresse
- Édouard Brézin (X1958-IPC1963), physicien, membre de l'Académie des sciences
- Barnabé Brisson
- Philippe Bunau-Varilla
- Albert Caquot
- Marie François Sadi Carnot, président de la République
- Augustin Cauchy
- Nicolas Céard
- Louis-Alexandre de Cessart
- Émile Cheysson
- Antoine de Chézy
- Auguste Choisy
- Clément Colson
- Antoine Compagnon (X1970-IPC1975), titulaire de la chaire Littérature française moderne et contemporaine du Collège de France
- Armand Considère
- Pierre Conte-Grandchamp
- Gaspard-Gustave Coriolis
- Didier Costes, ingénieur général, inventeur
- Jean Courbon
- André Coyne
- Henry Darcy
- Fernand de Dartein
- Claude Deschamps
- François Divisia, (X1909), économiste, un des fondateurs de l'économétrie
- Aristide Dumont
- Thomas Dumorey
- Jules Dupuit
- Jean-Marie Duthilleul (X1972-IPC1977), architecte
- Ernest Franquet de Franqueville
- Philippe Essig, Directeur général de la RATP, Président de la SNCF
- Auguste Forestier, inventeur
- Antoine Frérot
- Augustin Fresnel
- Charles de Freycinet
- Eugène Freyssinet
- Émiland-Marie Gauthey
- Henri Gautier
- Louis Joseph Gay-Lussac
- Antoine-Nicolas Gayant
- Jonathan Gilad (X2001-IPC2006), pianiste
- Pierre-Simon Girard
- Adolphe Godin de Lépinay
- Ernest Goüin
- Pierre Graff (X1968-IPC1973), président-directeur général de Aéroports de Paris
- Roger Guesnerie (X1962-IPC1967), titulaire de la chaire Théorie économique et organisation sociale du Collège de France
- Florent Guillain
- Jean Kerisel
- Jacques-Élie Lamblardie, fondateur et premier directeur de l'École polytechnique
- Henri Lang
- Claude-Yves-Joseph La Ramée Pertinchampt
- Bernard Larrouturou (X1977-IPC1982), ancien président-directeur général de l'INRIA et ancien directeur général du CNRS
- Guy Laval (X1956-IPC1961), physicien, membre de l'Académie des sciences
- Philippe Lebon
- Baptiste Alexis Victor Legrand
- Pierre-Charles Lesage
- Désiré-Jules Lesguillier
- Maurice Lévy
- Joseph Liouville
- Alain Lipietz (X1966-IPC1972), homme politique écologiste
- Charles-François Mallet
- Pierre-Dominique Martin (1771-1855), ingénieur en chef des ponts et chaussées, membre de l'expédition d'Égypte
- Claude Martinand
- Pierre Méchain
- Bruno Mégret (X1969-IPC1974), homme politique d'extrême droite
- Louis Ménard
- Augustin Mesnager
- Hubert du Mesnil (X1969-IPC1974), président-directeur général de Réseau ferré de France (RFF)
- Charles Joseph Minard
- Benjamin Nadault de Buffon
- Henri Navier
- Maurice d'Ocagne
- Hubert Peigné, coordonnateur interministériel pour le développement de l’usage du vélo
- Pierre Pène, compagnon de la Libération
- Auguste Perdonnet
- Jean-Rodolphe Perronet, fondateur et premier directeur de l’École nationale des ponts et chaussées[44]
- Alfred Picard
- Bernard Pilon, architecte
- Charles Poirée
- Antoine-Rémy Polonceau
- Albert de Préaudeau (X 1863), Inspecteur Général, vice-président du Conseil Général des ponts et chaussées
- Jean Querret
- Charles Rabut
- Jean Résal
- Léonce Reynaud
- Gaspard de Prony
- Armand Rousseau
- Joseph Léopold Saget
- Jean Salençon (X1959-IPC1964), physicien, membre de l'Académie des sciences
- Paul Séjourné
- Joseph Mathieu Sganzin, président du Conseil des travaux maritimes
- Georges Sorel (X1865), philosophe
- Pierre Suard (X1954-IPC1959), président-directeur général d'Alcatel Alsthom
- Paulin Talabot
- Jean Bernard Tarbé de Vauxclairs
- Jean Tirole (X1973-IPC1978), économiste, médaille d'or du CNRS, prix Nobel d’économie 2014
- Pierre Marie Jérôme Trésaguet
- Henri Varroy
- Jacques Veyrat (X1983-IPC1988), président-directeur général de Neuf Cegetel
- Louis Vicat
- Michel Virlogeux (X1965-IPC1971), concepteur du viaduc de Millau
- François Philippe Voisin, dit Voisin-Bey
- René Waldmann, concepteur du métro de Lyon et ancien directeur de la Société d'Études du Métro de l'Agglomération Lyonnaise (SEMALY).

### Ingénieurs civils des ponts et chaussées célèbres
- Raymond Aubrac, résistant (promotion 1937)
- Guy Béart, chanteur (promotion 1952)
- Jean-Jacques Descamps, homme politique, entrepreneur (linge de maison, promotion 1958)
- Camille Dhello (1942-2009), ingénieur et mathématicien[45] puis homme d'affaires originaire du Congo-Brazzaville, premier Noir diplômé de l'École des ponts et chaussées en 1962, ministre des Travaux publics et des Transports du Congo en 1978[46], ministre délégué des Mines et Énergies en 1991[réf. souhaitée]
- Clément Faugier, inventeur en 1882 du procédé qui a permis d'industrialiser la production du marron glacé
- Xavier Fontanet, président-directeur-général d'Essilor (promotion 1971)
- Alain Gerbault, grand navigateur, écrivain
- Pierre-Dominique Martin (1771-1855), ingénieur en chef des ponts et chaussées, membre de l'Expédition d'Égypte
- Ralph Modjeski (1861-1940), né en Pologne, constructeur de nombreux ponts aux États-Unis
- Valérie Rabault, députée socialiste, vice-présidente de l'Assemblée nationale
- Frédéric Ritter, de la promotion 1841, historien des sciences, biographe de François Viète de 1849 à 1893
- Jean Rouch, réalisateur de cinéma et ethnologue français
- Jean Sulem, altiste (promotion 1981)